# Сысоевский (Волгоградская область)
Сысоевский — хутор в Суровикинском районе Волгоградской области России.
Является административным центром Сысоевского сельского поселения.

## География

### Улицы
| - ул. Армянская - ул. Вишневая - ул. Каменная - ул. Крестьянская - ул. Новая | - ул. Победы - ул. Северная - ул. Центральная - ул. Школьная - ул. Южная |

## Население
| 2010 |
| ---- |
| 588  |

Население хутора в 2002 году составляло 650 человек.

## Инфраструктура
На хуторе имеется сельское отделение почтовой связи: ул. Победы, 14.